# Simulium cuasisanguineum
Simulium cuasisanguineum är en tvåvingeart som beskrevs av Perez och Yarzabal 1982. Simulium cuasisanguineum ingår i släktet Simulium och familjen knott.
Artens utbredningsområde är Venezuela. Inga underarter finns listade i Catalogue of Life.